# Кубіт
У теорії квантових обчислень кубіт або квантовий біт (англ. quantum bit, qubit) — одиниця квантової інформації, квантовий аналог біта.
Кубіт — це дворівнева квантовомеханічна система, наприклад, поляризація окремого фотона, яка може бути вертикальною або горизонтальною. В класичній системі біт завжди прийматиме одне з двох значень, але квантова механіка дозволяє кубітові перебувати в стані суперпозиції. Ця властивість кубіта є базисом для всієї теорії квантових обчислень.

## Стани кубіта

Представлення кубіта за допомоги сфери Блоха. Амплітуди ймовірності дорівнюють

На відміну від звичайного елемента, біта, який може приймати значення 0 та 1, кубіт може знаходитися в будь-якій суперпозиції цих двох станів. Лінійна суперпозиція базисних станів є чистим станом кубіта. Тому хвильова функція кубіта може бути записаною у вигляді кет-вектора, який є лінійною комбінацією {\displaystyle |0\rangle } і {\displaystyle |1\rangle }:
{\displaystyle \psi =a|0\rangle +b|1\rangle ,}
де a і b — комплексні числа, які задовільняють умові нормування
{\displaystyle |a|^{2}+|b|^{2}=1.}
При вимірюванні значення кубіта можна зафіксувати один із двох станів {\displaystyle |0\rangle } і {\displaystyle |1\rangle }, як і для звичайного біта, причому ймовірність отримати на виході стан {\displaystyle |0\rangle } дорівнює {\displaystyle |a|^{2}}, а стан {\displaystyle |1\rangle } — {\displaystyle |b|^{2}}. Перевага використання кубіта в тому, що при виконанні дій над кубітами одночасно обчислюються усі можливі значення виразів.

### Сфера Блоха
Стани, в яких може знаходитись окремий кубіт, можна наочно демонструвати за допомогою сфери Блоха. Класичний біт на цій сфері може знаходитися лише на «північному полюсі» (стан {\displaystyle |0\rangle }) або на «південному полюсі» (стан {\displaystyle |1\rangle }). Решта поверхні сфери Блоха недоступна для класичного біта, але чистий стан кубіта може займати будь-яку точку сфери. Наприклад, чистий стан кубіта {\displaystyle {\frac {|0\rangle +i|1\rangle }{\sqrt {2}}}} знаходитиметься на екваторі сфери, осі OY.
Поверхня сфери — це двовимірний простір, що представляє простір чистих станів кубіта. Цей простір має дві локальні ступені вільності. Інтуїтивно здавалося б, що простір повинен був мати чотири ступені вільності, оскільки {\displaystyle a} і {\displaystyle b} є комплексними й мають по дві ступені вільності. Однак, одна ступінь вільності зникає завдяки обмеженню {\displaystyle |a|^{2}+|b|^{2}=1}. Іншу ступінь вільності, фазу кубіта, не можна виміряти, тож без обмеження загальності ми можемо обрати коефіцієнт {\displaystyle a} дійсним, залишаючи тим самим дві ступені вільності.
Кубіт можна приготувати й у мішаному стані — статистичній суміші різних чистих станів. Мішані стани можна зобразити у вигляді точок всередині сфери Блоха.

### Операції над чистими станами кубіта
Існують різні види фізичних операцій, які можна виконати над чистими станами кубіта.
- Квантовий вентиль, який з точки зору математики являє собою унітарне перетворення кубіта. Унітарним перетворенням відповідають повороти вектора кубіта на сфері Блоха.
- Вимірювання в стандартному базисі — операція, за допомогою якої отримується інформація про стан кубіта. Результатом буде стан {\displaystyle |0\rangle } із ймовірністю {\displaystyle |a|^{2}} або стан {\displaystyle |1\rangle } із ймовірністю {\displaystyle |b|^{2}}. Але операція вимірювання змінює значення a і b. Наприклад, якщо результатом був стан {\displaystyle |0\rangle }, то a прийме значення 1 (відповідно до фази), а b — 0. Також слід зазначити, що вимірювання кубіта, заплутаного із іншою квантовою системою, перетворює чистий стан на мішаний.

## Фізична реалізація
Будь-яка дворівнева квантова система може бути використана як кубіт. Також можна використовувати багаторівневі системи, якщо можливе відокремлення двох станів від решти (наприклад, основний та перший збуджений стани нелінійного осцилятора). Деякі з фізичних реалізацій кубіта, які у тій чи іншій мірі можна вважати дворівневою системою, були успішно втілені в життя. Як і звичайний комп'ютер, у якому використовуються класичні біти в різних втіленнях, наприклад, стан транзистора в процесорі, намагніченість поверхні жорсткого диску або наявність струму в дроті, гіпотетичний квантовий комп'ютер використовуватиме різноманітні реалізації кубітів.
| Фізичне втілення                          | Назва                          | Носій інформації       | {\displaystyle \|0\rangle }               | {\displaystyle \|1\rangle }                                     |
| ----------------------------------------- | ------------------------------ | ---------------------- | ----------------------------------------- | --------------------------------------------------------------- |
| Фотон                                     | Поляризаційне кодування        | Поляризація світла     | Горизонтальна                             | Вертикальна                                                     |
| Фотон                                     | Число фотонів                  | Стан Фока              | Вакуумний стан                            | Стан із одним фотоном                                           |
| Фотон                                     | Часове кодування               | Момент прибуття фотона | Раніше                                    | Пізніше                                                         |
| Когерентний стан світла                   | Стиснуте світло                | Квадратура             | Амплітудно-стиснутий стан                 | Фазово-стиснутий стан                                           |
| Електрони                                 | Спін електрона                 | Спін                   | Вгору                                     | Вниз                                                            |
| Електрони                                 | Число електронів               | Заряд                  | Немає електронів                          | Один електрон                                                   |
| Ядро                                      | Ядерний спін (за допомоги ЯМР) | Спін                   | Вгору                                     | Вниз                                                            |
| Оптичні ґратки                            | Атомний спін                   | Спін                   | Вгору                                     | Вниз                                                            |
| Перехід Джозефсона                        | Надпровідний зарядовий кубіт   | Заряд                  | Незаряджений надпровідний острівець (Q=0) | Заряджений надпровідний острівець (Q=2e, одна куперівська пара) |
| Перехід Джозефсона                        | Надпровідний потоковий кубіт   | Струм                  | Струм за годинниковою стрілкою            | Струм проти годинникової стрілки                                |
| Перехід Джозефсона                        | Надпровідний фазовий кубіт     | Енергія                | Основний стан                             | Перший збуджений стан                                           |
| Пара квантових точок із одиничним зарядом | Локалізація електрона          | Заряд                  | Електрон у лівій точці                    | Електрон у правій точці                                         |
| Квантова точка                            | Спін квантової точки           | Спін                   | Вниз                                      | Вгору                                                           |
| Топологічна система з розривом            | Неабелеві еніони               | Коси збуджень          | Залежить від топологічної системи         | Залежить від топологічної системи                               |
| Гетероструктура Ван дер Ваальса           | Локалізація електрона          | Заряд                  | Електрон у нижньому аркуші                | Електрон у вирхньому аркуші                                     |